# Echidna (mythologie)

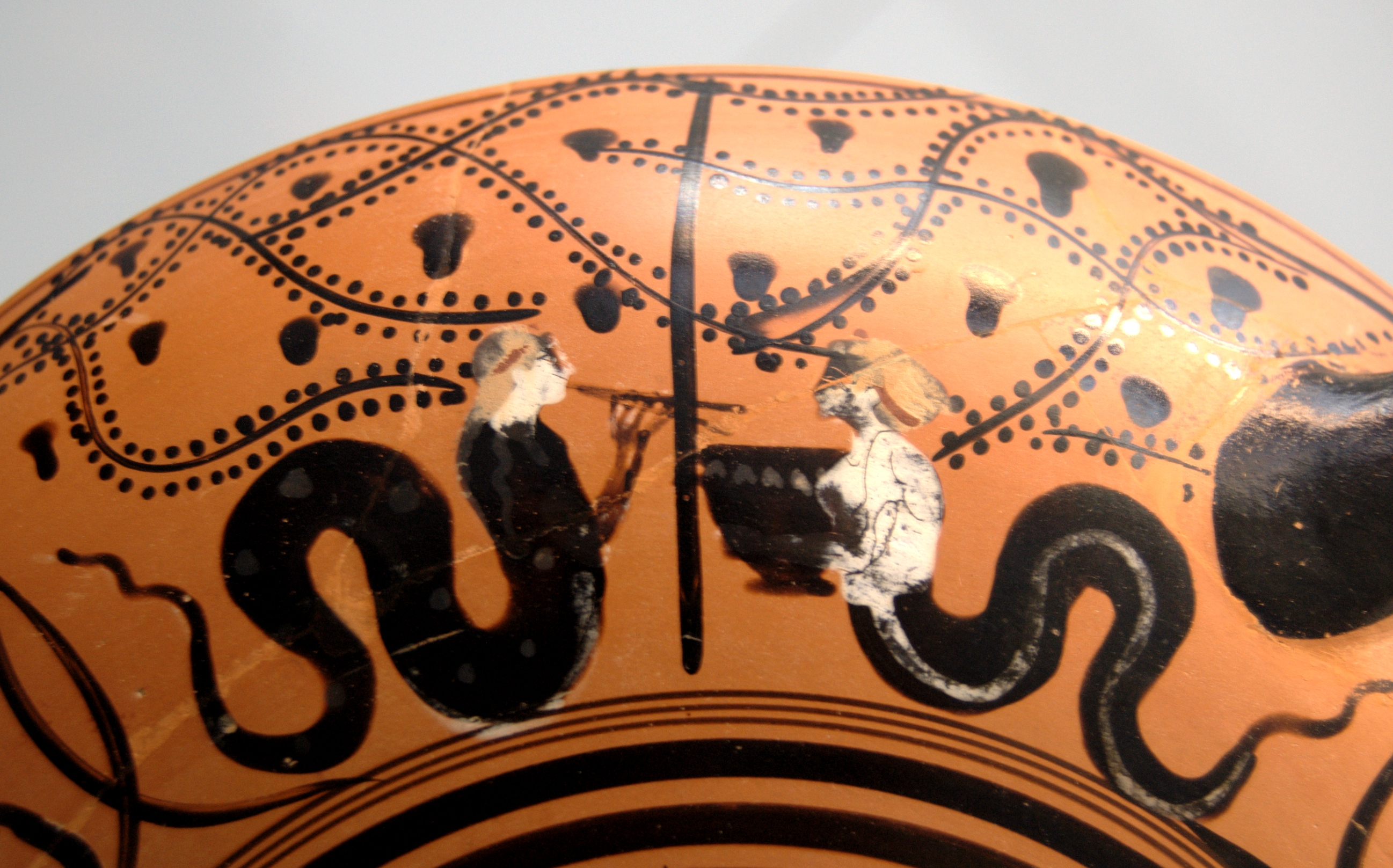
Afbeelding op een zwartfigurige kylix, ca. 510 v.Chr.

Echidna (Oudgrieks: Ἔχιδνα / Ekhidna) of Delphyne (Oudgrieks: Δελφύνη / Delphúnê) is een monster uit de Griekse mythologie, van wie de naam "vrouwelijk serpent" betekent. In de Theogonia van Hesiodus werd ze de moeder van alle monsters genoemd, nadat Typhon haar had bevrucht. Echidna wordt over het algemeen beschouwd als een dochter van Gaia en Uranus, maar soms wordt het zeemonster Ceto als haar moeder genoemd. Nadat Typhon en Echidna hadden geprobeerd de Olympus aan te vallen werd Typhon door Zeus opgesloten onder de vulkaan Etna, maar Echidna en haar kinderen werden vrijgelaten om als uitdaging voor helden te dienen.
Zij zelf werd later door de honderdogige Argus gedood.

## Kinderen van Echidna
- De Nemeïsche leeuw
- Kerberos
- Orthros
- Ladon
- De Chimaera
- De Sfinx
- De Hydra van Lerna
- Ethon

Volgens de Griekse schrijver Herodotus baarde Echidna ook nog drie kinderen aan Herakles:
- De Agathyrsi
- Gelonos
- Scytha

## Antieke bronnen
- Apollodorus, Bibliotheka II 1.2, 3.1, 5.11.
- Herodotus, Historiën IV 9.
- Hesiodus, Theogonia V 295.
- Pausanias, Beschrijving van Griekenland VIII 18.2.